# Xysticus laetus
Xysticus laetus là một loài nhện trong họ Thomisidae.
Loài này thuộc chi Xysticus. Xysticus laetus được Tord Tamerlan Teodor Thorell miêu tả năm 1875.